# San Procopio (Italia)
San Procopio (San Pricopi nel dialetto locale) è un comune italiano di 466 abitanti della città metropolitana di Reggio Calabria in Calabria. Sorge sulle pendici tirreniche dell'Aspromonte tra due fiumare, Sèvina e Màngani, e si affaccia sulla piana di Gioia Tauro.

## Storia

### Origini
Non si hanno informazioni certe sulle origini di San Procopio e sono da considerare prive di fondamento quelle che vogliono attribuire al paese un'origine greca (Aghios Prokopiòs), giacché le prime notizie degne di fede sull'esistenza di questo borgo si hanno dopo l'anno mille. Francesco Biamonte, nel suo romanzo "La felpa rossa" narra di un villaggio con presunte origini saracene. Questa tesi sarebbe suffragata dalla presenza nel complesso scultoreo raffigurante San Procopio, di un soldato saraceno posto sotto gli zoccoli del cavallo montato dal Santo.
Nel febbraio 1783 è distrutto per la prima volta dal terremoto, e nel 1811 è divenuto comune autonomo, affrancandosi da Sinopoli, di cui era stato fino ad allora casale.
Nel 1908 ha seguito il destino di Reggio Calabria e Messina, completamente distrutte dal terremoto avvenuto all'alba del 28 dicembre.
Nel 1930 un incendio avvenuto nel municipio ha distrutto l'intera documentazione anagrafica, ricostruita in seguito grazie ai registri parrocchiali.

### Simboli
Stemma
Lo stemma è conforme al sigillo usato nei primi anni del 1800 dal Comune ed è stato concesso ufficialmente insieme al gonfalone con DPR dell'8 gennaio 1981.
(Art. 4 c. 3 dello Statuto comunale)
Gonfalone
(Art. 4 c. 3 dello Statuto comunale)

## Monumenti e luoghi di interesse

### Chiesa Parrocchiale
Dedicata a san Procopio martire della Palestina, la chiesa fu costruita dopo il terremoto di Messina del 1908 nel nuovo rione sorto dopo il sisma.

### Chiesa di Maria Santissima degli Afflitti
La chiesa, dedicata alla Madonna degli afflitti, sorge nel rione omonimo ed è stata ristrutturata nel 1966.

### Chiesa della Madonna del Rosario
La chiesa ospita una statua marmorea dello scultore toscano Giovan Battista Mazzolo (XVI sec.) detta "Madonna de Jesu".

## Società

### Evoluzione demografica
Dopo aver conosciuto un graduale incremento della popolazione dall'Unità d'Italia alla fine della Seconda Guerra Mondiale, il paese si è progressivamente spopolato a causa delle forti migrazioni. Dal grafico sottostante si nota come dal picco massimo del 1951 la popolazione si è quasi dimezzata in poco più di vent'anni, arrivando a contare meno di un terzo degli abitanti nel 2011.
Abitanti censiti

### Tradizioni e folclore
Le tradizioni di San Procopio sono soprattutto legate a eventi religiosi. Il più importante e sentito dalla popolazione è la festa di Maria Santissima degli Afflitti, che si celebra la terza domenica di settembre. Anche su questo evento Francesco Biamonte nel suo romanzo La felpa rossa, dà alcune indicazioni sulle origini del culto della Madonna degli Ulivi, come originariamente era chiamata. Tra i festeggiamenti civili in onore della Madonna vi sono concerti, spettacoli pirotecnici e il tradizionale ballo dei Giganti. In passato era tradizione mangiare le anguille.

## Geografia antropica
Il paese è storicamente diviso in rioni, detti rrughe, di cui le principali sono Affritti, Chjazza, Chjuppu, Lisciu, Pizzipaisi, Villa. Anche le contrade che circondano l'abitato hanno la loro toponomastica: Alloggiamentu, Bumbardara, Canceji, Chjian'i mura, Cilìa, Fegu, Foresteja, Mortiji, Pett'i casetti, Princi, Rosalà, Ruffinu, Sicari.

## Economia
San Procopio ha nella coltivazione e trasformazione delle olive la principale fonte economica; a essa si aggiunge la pastorizia; l'olivicoltura ha visto gradualmente ridursi il numero di addetti, sia maschili sia femminili. I maschi lavoravano la terra e soprattutto erano impiegati nei frantoi. Le raccoglitrici di olive, tipiche figure che popolavano le campagne da ottobre a maggio, sono state "sostituite" dalle reti stese a terra a ricevere i frutti caduti dagli alberi e al momento opportuno tirate da pochi braccianti.

## Amministrazione
| Periodo          | Periodo          | Primo cittadino                                                       | Partito                         | Carica                    | Note                 |
| ---------------- | ---------------- | --------------------------------------------------------------------- | ------------------------------- | ------------------------- | -------------------- |
| 20 giugno 1985   | 17 giugno 1990   | Vincenzo Ruffo                                                        | Lista civica                    | Sindaco                   | [ 7 ]                |
| 17 giugno 1990   | 24 aprile 1995   | Antonio Palermo                                                       | PSI                             | Sindaco                   | [ 8 ]                |
| 24 aprile 1995   | 26 gennaio 1998  | Antonio Zoccali                                                       | Lista civica di centro          | Sindaco                   | [ 9 ] [ 10 ]         |
| 26 gennaio 1998  | 2 marzo 1998     | Silvana Merenda                                                       |                                 | Commissario prefettizio   | [ 11 ]               |
| 2 marzo 1998     | 25 maggio 1998   | Silvana Merenda                                                       |                                 | Commissario straordinario | [ 12 ]               |
| 25 maggio 1998   | 28 maggio 2002   | Rocco Palermo                                                         | Lista civica di centro-sinistra | Sindaco                   | [ 13 ]               |
| 28 maggio 2002   | 29 maggio 2007   | Vincenzo Ruffo                                                        | Lista civica                    | Sindaco                   | [ 14 ]               |
| 29 maggio 2007   | 23 dicembre 2010 | Rocco Palermo                                                         | Lista civica                    | Sindaco                   | [ 15 ] [ 16 ]        |
| 23 dicembre 2010 | 29 ottobre 2012  | Salvatore Concetto Francesco Fortuna Carla Fragomeni Antonio Scozzese |                                 | Commissari straordinari   | [ 17 ] [ 18 ] [ 19 ] |
| 29 ottobre 2012  | 11 giugno 2018   | Eduardo Lamberti Castronuovo                                          | Lista civica                    | Sindaco                   | [ 21 ]               |
| 11 giugno 2018   | 19 novembre 2021 | Giovanni Domenico Giunta                                              | Lista civica                    | Sindaco                   | [ 23 ] [ 24 ]        |
| 19 novembre 2021 | 10 gennaio 2022  | Antonina Surace                                                       |                                 | Commissario prefettizio   | [ 25 ]               |
| 10 gennaio 2022  | 13 giugno 2022   | Antonina Surace                                                       |                                 | Commissario straordinario | [ 26 ]               |
| 13 giugno 2022   | in carica        | Francesco Posterino                                                   | Lista civica                    | Sindaco                   | [ 28 ]               |